# Moglia
Moglia ist eine norditalienische Gemeinde (comune) mit 5400 Einwohnern (Stand 31. Dezember 2023) in der Provinz Mantua in der Lombardei. Die Gemeinde liegt etwa 27 Kilometer südsüdöstlich von Mantua und etwa 32 Kilometer nordnordwestlich von Modena. Moglia grenzt unmittelbar an die Provinzen Modena und Reggio Emilia (Emilia-Romagna). Östlich wird die Gemeinde durch die Secchia begrenzt.

## Geschichte
Der Ort Moglia wird erstmals 1327 urkundlich erwähnt. Der Ortsteil Bondanello wird sogar 1193 erwähnt.

## Verkehr
Die Gemeinde lag früher an der Bahnstrecke von Rolo nach Mirandola. Die Strecke wurde niemals genutzt. Durch den Ort führt die frühere Strada Statale 413 Romana (heute eine Provinzstraße) von Cerese nach Modena.